# Nicolai Solodovnicov
Nicolai Solodovnicov (ur. 18 kwietnia 2000 w Kiszyniowie) – mołdawski piłkarz, występujący na pozycji napastnika w mołdawskim klubie FC Florești.

## Statystyki

### Klubowe
Na podstawie:
| Klub                      | Sezonów | Liga              | Liga  | Liga   | Puchar krajowy | Puchar krajowy | Kontynentalne | Kontynentalne | Suma  | Suma   |
| Klub                      | Sezonów | Liga              | Mecze | Bramki | Mecze          | Bramki         | Mecze         | Bramki        | Mecze | Bramki |
| ------------------------- | ------- | ----------------- | ----- | ------ | -------------- | -------------- | ------------- | ------------- | ----- | ------ |
| Dinamo-Auto Tyraspol      | 2       | Divizia Națională | 11    | 1      | 0              | 0              | 0             | 0             | 11    | 1      |
| Sfîntul Gheorghe Suruceni | 2       | Divizia Națională | 33    | 8      | 5              | 1              | 2             | 2             | 40    | 11     |
| Wisła Sandomierz          | 1       | III liga          | 11    | 4      | 0              | 0              | –             | –             | 11    | 4      |
| FC Florești               | 1       | Divizia A         | 11    | 10     | 1              | 0              | 0             | 0             | 22    | 16     |
| FC Florești               | 1       | Divizia Națională | 11    | 6      | 1              | 0              | 0             | 0             | 22    | 16     |
|                           | Łącznie | Łącznie           | 77    | 29     | 6              | 1              | 2             | 2             | 75    | 32     |

## Sukcesy
Na podstawie:

### Klubowe
Z FK SGS:
- Puchar Mołdawii 2020/21
- Superpuchar Mołdawii 2021/22